# Bloodbath
Bloodbath est un groupe suédois de death metal, originaire de Stockholm. Formé en 2000, le groupe compte un total de cinq albums studio, deux EPs et deux DVD de leurs performances au Wacken Open Air (en 2005) et au Bloodstock Open Air (en 2010). Le groupe comprend Martin Axenrot (Opeth), Anders Nyström (Katatonia), Jonas Renkse (Katatonia), Nick Holmes (Paradise Lost) et Per Eriksson.

## Biographie

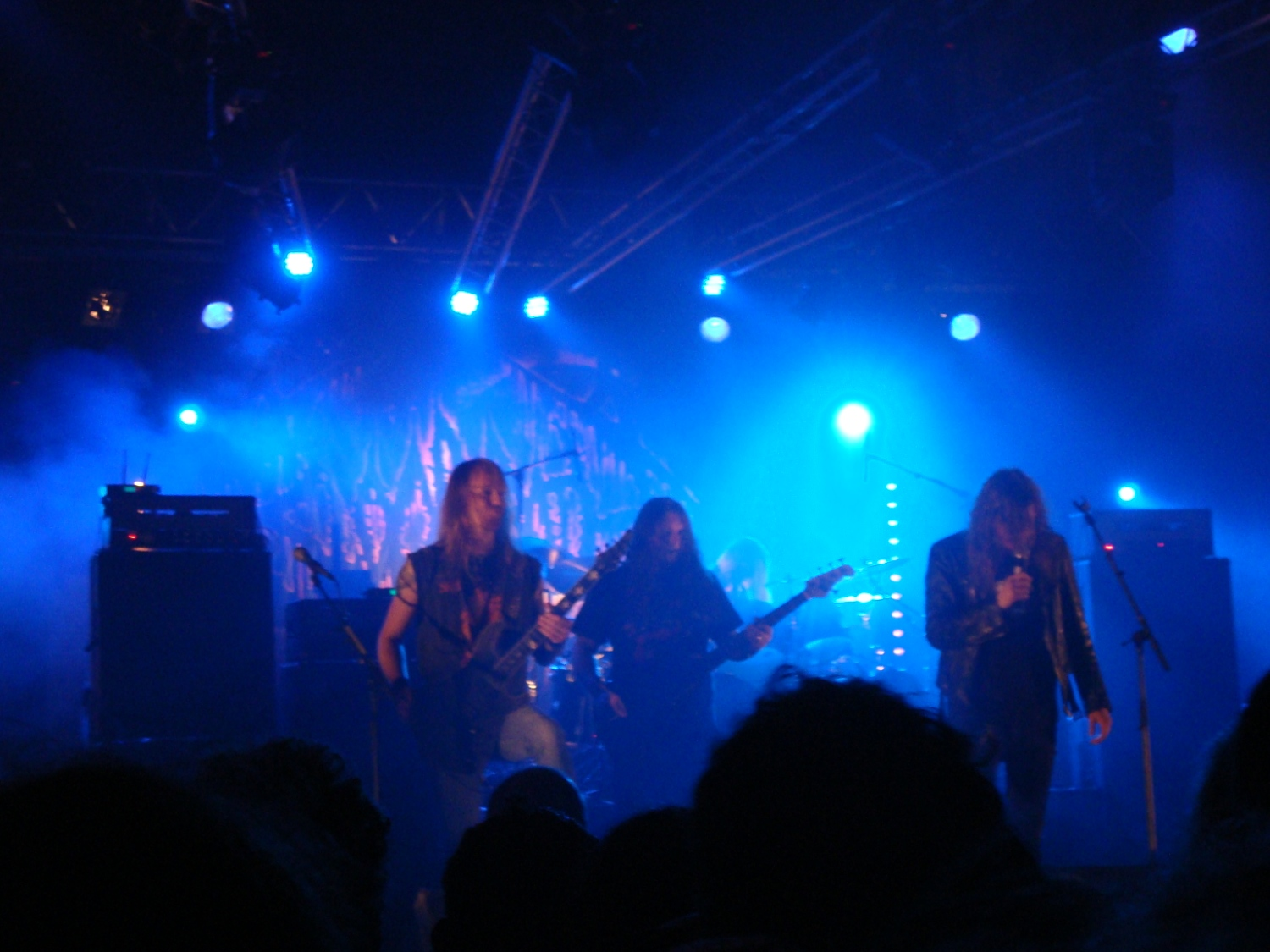
Bloodbath au festival Hellfest en 2010.

Le groupe commence par enregistrer l'EP Breeding Death en 2000 avec Mikael Åkerfeldt (Opeth) au chant, Dan Swanö (Edge of Sanity, Nightingale, et autres) à la batterie, Anders « Blakkheim » Nyström (Katatonia, Diabolical Masquerade) à la guitare et Jonas Renkse (Katatonia, October Tide) à la basse. À la suite de retours positifs de leurs fans, le groupe décide d'enregistrer un album complet. Deux ans plus tard sort Resurrection Through Carnage.
En 2004, Mikael Åkerfeldt quitte Bloodbath pour se consacrer à Opeth, son groupe principal. Pour le remplacer, Bloodbath engage Peter Tägtgren d'Hypocrisy. D'autres changements de formation suivent avec Dan Swanö qui passe du poste de batteur à celui de guitariste et Martin Axenrot (Witchery, Satanic Slaughter et maintenant Opeth) qui prend sa place à la batterie. Le deuxième album, Nightmares Made Flesh, sort en Europe le 27 septembre 2004. En février 2005 c'est Peter Tägtgren qui quitte le groupe pour cause de « conflits d'emploi du temps ». La même année, Mikael Åkerfeldt revient dans le groupe pour un seul concert au festival Wacken Open Air en Allemagne. Avant le concert, le groupe annonce que ce pourrait être le premier et dernier show de Bloodbath (avec Mikael Åkerfeldt au chant). En septembre, Bloodbath commence à chercher un nouveau chanteur.
En août 2006, Dan Swanö quitte à son tour le groupe pour cause de divergences musicales et pour son manque d'implication dans le futur du projet,. Au même moment les auditions pour trouver un nouveau chanteur sont arrêtées et aucun remplaçant n'est choisi. Annonce est faite, le 27 mars 2007, de la préparation d'un maxi CD avec une nouvelle formation. Quatre chansons figureront sur l'album, chaque membre s'attelant à l'écriture d'une chanson. Ce maxi se nommera Unblessing the Purity et c'est Akerfeldt qui revient derrière le micro offrir un « chant » plus rauque et profond. Le dernier album du groupe s'intitule The Fathomless Mastery, qui est enregistré entre juillet et août 2008, et publié en octobre 2008.
Un nouveau DVD, Bloodbath Over Bloodstock, est publié le 25 avril 2011, enregistré au Bloodstock Metal Festival en Angleterre. En avril 2012, Mikael Åkerfeldt annonce son départ définitif du groupe, disant ne plus prendre de plaisir dans ce projet qu'il a toujours considéré comme quelque chose « pour le fun », et étant trop occupé ailleurs, notamment avec Opeth. Le groupe dit avoir déjà trouvé un chanteur pour le remplacer, et qu'un nouvel album est en préparation pour 2013. Le groupe se fait alors relativement discret. L'album prévu est repoussé à mi-2014, et s’appellera Grand Morbid Funeral. Il est annoncé pour le mois de novembre 2014, avec au chant la présence de Nick Holmes, chanteur de Paradise Lost.

## Membres

### Membres actuels
- Anders « Blakkheim » Nyström - guitare (depuis 1998)
- Per « Sodomizer » Eriksson - guitare (depuis 2008)
- Jonas Renkse - basse (depuis 1998)
- Martin « Axe » Axenrot - batterie (depuis 2004)
- Nick Holmes - chant (depuis 2014)

### Anciens membres
- Mikael Åkerfeldt - chant (2000-2004, 2008-2012)
- Peter Tägtgren - chant (2004)
- Dan Swanö - batterie (2000-2004), guitare (2004-2006)

## Discographie

### Albums studio
- 1999 : Breeding Death (EP)
- 2002 : Resurrection through Carnage
- 2004 : Nightmares Made Flesh
- 2008 : Unblessing The Purity (EP)
- 2008 : The Fathomless Mastery
- 2014 : Grand Morbid Funeral
- 2018 : The Arrow of Satan Is Drawn
- 2022 : Survival of the Sickest

### Compilations & Live
- 2008 : The Wacken Carnage (Live enregistré au festival Wacken Open Air le 5 août 2005 en Allemagne)